# Fuller Heights
Fuller Heights ist ein census-designated place (CDP) im Polk County im US-Bundesstaat Florida. Das U.S. Census Bureau hat bei der Volkszählung 2020 eine Einwohnerzahl 10.467 von ermittelt. 

## Geographie
Fuller Heights grenzt im Südosten direkt an die Stadt Mulberry und liegt rund 15 km westlich von Bartow sowie etwa 50 km östlich von Tampa. Der CDP wird von der Florida State Road 60 durchquert.

## Demographische Daten
Laut der Volkszählung 2010 verteilten sich die damaligen 8758 Einwohner auf 3589 Haushalte. 82,0 % der Bevölkerung bezeichneten sich als Weiße, 8,6 % als Afroamerikaner, 0,2 % als Indianer und 1,8 % als Asian Americans. 4,5 % gaben die Angehörigkeit zu einer anderen Ethnie und 2,9 % zu mehreren Ethnien an. 20,1 % der Bevölkerung bestand aus Hispanics oder Latinos.
Im Jahr 2010 lebten in 40,1 % aller Haushalte Kinder unter 18 Jahren sowie 22,3 % aller Haushalte Personen mit mindestens 65 Jahren. 74,9 % der Haushalte waren Familienhaushalte (bestehend aus verheirateten Paaren mit oder ohne Nachkommen bzw. einem Elternteil mit Nachkomme). Die durchschnittliche Größe eines Haushalts lag bei 2,81 Personen und die durchschnittliche Familiengröße bei 3,21 Personen.
29,6 % der Bevölkerung waren jünger als 20 Jahre, 28,9 % waren 20 bis 39 Jahre alt, 25,2 % waren 40 bis 59 Jahre alt und 16,4 % waren mindestens 60 Jahre alt. Das mittlere Alter betrug 34 Jahre. 48,9 % der Bevölkerung waren männlich und 51,1 % weiblich.
Das durchschnittliche Jahreseinkommen lag bei 53.382 $, dabei lebten 7,5 % der Bevölkerung unter der Armutsgrenze.<